# Townsendiella pulchra
Townsendiella pulchra är en biart som beskrevs av Crawford 1916. Townsendiella pulchra ingår i släktet Townsendiella och familjen långtungebin. Inga underarter finns listade i Catalogue of Life.

## Bildgalleri

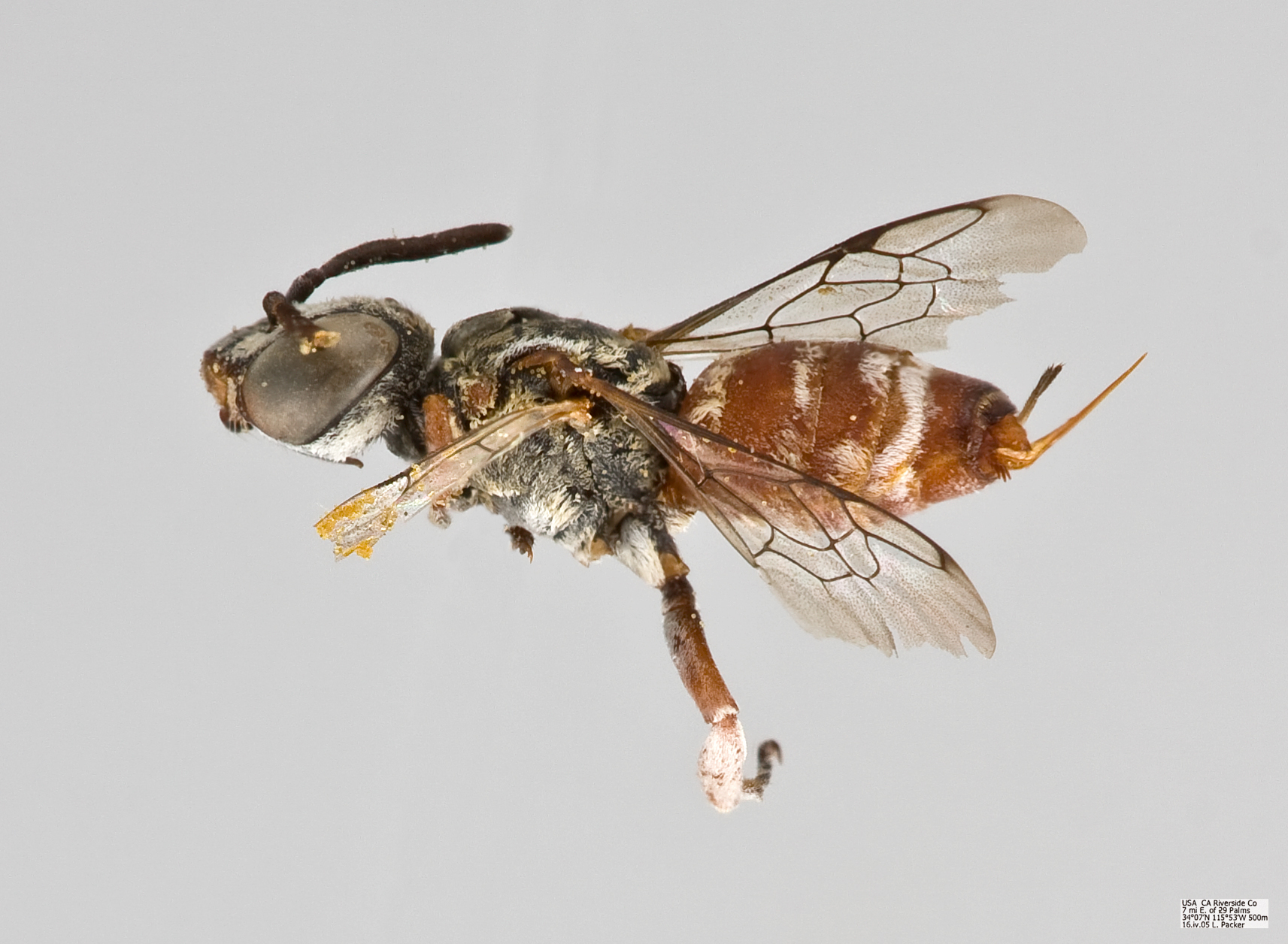